# Klášter (Teplá)
Klášter (deutsch früher Tepl Stift) ist ein Ortsteil der Stadt Teplá im Okres Cheb in Tschechien. In dem südlich vom Stadtzentrum befindlichen Ortsteil befindet sich das namensgebende Stift Tepl – Klášter bedeutet übersetzt ins Deutsche Kloster oder Stift.

## Geschichte
Die Geschichte des Ortes ist tief mit dem Kloster verbunden. Ersterwähnungen können für 1193/97 belegt werden. Auf dem Katastergebiet Klášter wird seit dem 17. Jahrhundert Fischzucht betrieben. Die Fischbecken werden seit jeher von einem Abzweig des Flusses Teplá versorgt. 
In den Jahren 1869 bis 1890 war der Ort unter den Namen Teplá (klášter) im Okres Teplá. Von 1900 bis 1910 als Gemeinde Teplá Klášter im gleichen Okres. Von 1921 bis 1930 trug der Ort wiederum den Namen Klášter Teplá. Ab 1950 verlor der Ort seine Eigenständigkeit und wurde eine Siedlung von Teplá und 1961 eingemeindet.

## Bevölkerung
Bei der Volkszählung 1921 wurden 424 Einwohner gezählt, von denen vier Tschechoslowaken, 414 Deutsche und sechs Ausländer waren. Alle Einwohner bekannten sich zur Römisch-katholischen Kirche.
| Jahr      | 1869 | 1880 | 1890 | 1900 | 1910 | 1921 | 1930 | 1950 | 1961 | 1970 | 1980 | 1991 | 2001 | 2011 |
| --------- | ---- | ---- | ---- | ---- | ---- | ---- | ---- | ---- | ---- | ---- | ---- | ---- | ---- | ---- |
| Einwohner | 405  | 388  | 430  | 441  | 452  | 424  | 435  | 275  | 214  | 192  | 91   | 124  | 143  | 131  |
| Haushalte | 31   | 31   | 33   | 33   | 48   | 48   | 52   | 45   | -    | 32   | 17   | 32   | 39   | 42   |